# Arrondissementen van Marseille

Arrondissementen van Marseille

De Franse stad Marseille telt 16 gemeentelijke arrondissementen gegroepeerd in 8 sectoren. Elk arrondissement heeft een eigen INSEE-code en postcode. De indeling werd op 18 oktober 1946 doorgevoerd.
Sectoren 7 en 8 worden ook wel Quartiers Nord genoemd.
| INSEE-code | Postcode | Arrondissement     | Sector    | Inwoners (1/1/2006) | Oppervlakte (ha) | Wijken |
| ---------- | -------- | ------------------ | --------- | ------------------- | ---------------- | --- |
| 13201      | 13001    | 1e arrondissement  | 1e sector | 41 027              | 177,8            | Belsunce, Le Chapitre, Noailles, Opéra, Saint-Charles, Thiers                                                                                  |
| 13207      | 13007    | 7e arrondissement  | 1e sector | 35 444              | 569,1            | Bompard, Endoume, Les Iles, Le Pharo, Le Roucas Blanc, Saint-Lambert, Saint-Victor                                                             |
| 13202      | 13002    | 2e arrondissement  | 2e sector | 25 559              |                  | Arenc, Les Grands Carmes, Hôtel de Ville, La Joliette                                                                                          |
| 13203      | 13003    | 3e arrondissement  | 2e sector | 44 651              |                  | Belle de Mai, Saint-Lazare, Saint-Mauront, La Villette                                                                                         |
| 13204      | 13004    | 4e arrondissement  | 3e sector | 46 617              |                  | La Blancarde, Les Chartreux, Chutes-Lavie, Cinq Avenues                                                                                        |
| 13205      | 13005    | 5e arrondissement  | 3e sector | 44 261              |                  | Baille, Le Camas, La Conception, Saint-Pierre                                                                                                  |
| 13206      | 13006    | 6e arrondissement  | 4e sector | 43 217              | 2 200            | Castellane, Lodi, Notre Dame du Mont, Palais de Justice, Préfecture, Vauban                                                                    |
| 13208      | 13008    | 8e arrondissement  | 4e sector | 77 882              | 2 200            | Bonneveine, Les Goudes, Montredon, Perier, La Plage, La Pointe Rouge, Le Rouet, Sainte-Anne, Saint-Giniez, Vieille Chapelle                    |
| 13209      | 13009    | 9e arrondissement  | 5e sector | 75 329              | 6 324            | Les Baumettes, Le Cabot, Carpiagne, Mazargues, La Panouse, Le Redon, Sainte-Marguerite, Sormiou, Vaufrèges                                     |
| 13210      | 13010    | 10e arrondissement | 5e sector | 50 140              |                  | La Capelette, Menpenti, Pont-de-Vivaux, Saint-Loup, Saint-Tronc, La Timone                                                                     |
| 13211      | 13011    | 11e arrondissement | 6e sector | 55 699              | 2 986            | Les Accates, La Barasse, Les Camoins, Éoures, La Millière, La Pomme, Saint-Marcel, Saint-Menet, La Treille, La Valbarelle, La Valentine        |
| 13212      | 13012    | 12e arrondissement | 6e sector | 57 908              | 1 400            | Les Caillols, La Fourragère, Montolivet, Saint-Barnabé, Saint-Jean du Désert, Saint-Julien, Les Trois-Lucs                                     |
| 13213      | 13013    | 13e arrondissement | 7e sector | 86 826              | 2 808,1          | Château Gombert, La Croix-Rouge, Malpassé, Les Médecins, Les Mourets, Les Olives, Palama, La Rose, Saint-Jérôme, Saint-Just, Saint-Mitre       |
| 13214      | 13014    | 14e arrondissement | 7e sector | 61 317              | 1 639,3          | Les Arnavaux, Bon Secours, Le Canet, Le Merlan, Saint-Barthélemy, Sainte-Marthe, Saint-Joseph                                                  |
| 13215      | 13015    | 15e arrondissement | 8e sector | 75 783              |                  | Les Aygalades, Les Borels, La Cabucelle, La Calade, Les Crottes, La Delorme, Notre-Dame Limite, Saint-Antoine, Saint-Louis, Verduron, La Viste |
| 13216      | 13016    | 16e arrondissement | 8e sector | 17 383              |                  | L'Estaque, Les Riaux, Saint-André, Saint-Henri                                                                                                 |